# 羅曼·安德烈耶維奇·卡爾采夫
羅曼·安德烈耶維奇·卡爾采夫（俄语：Роман Андреевич Карцев，1939年5月20日—2018年10月2日），蘇維埃時代和現代俄羅斯的短劇演員，也參予電影和歌劇的演出。他在莫斯科劇院演出短劇，與維克多·易堔科雙人搭檔。